# Energiedriehoek

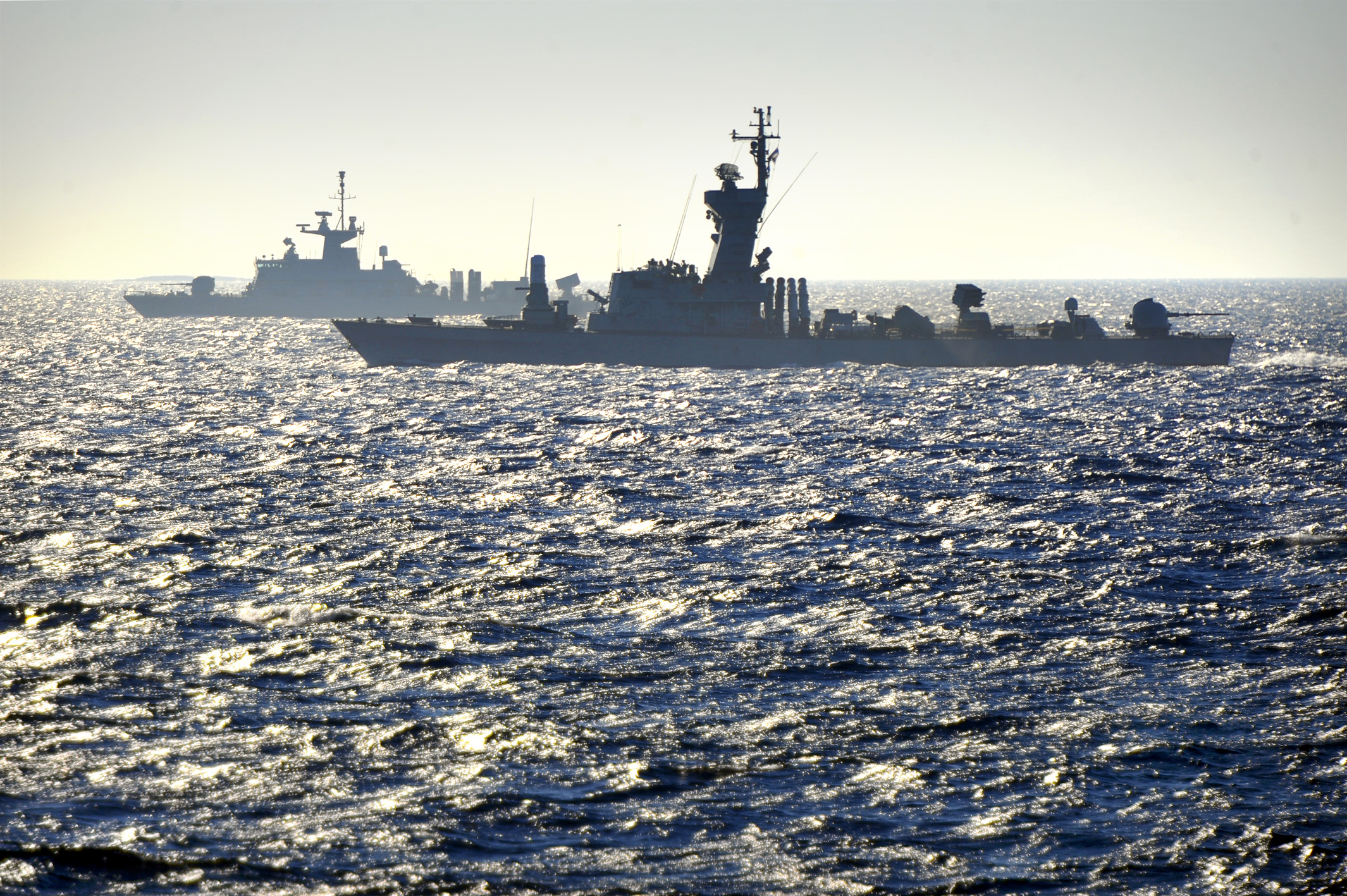
De Griekse en Israëlische marine tijdens een gezamenlijke exercitie in mei 2012

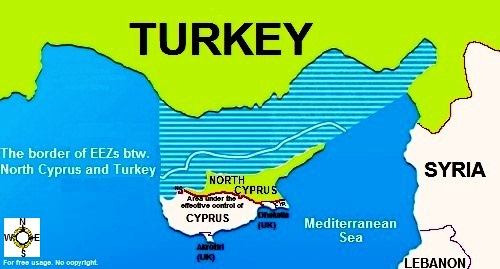
De grens van de exclusieve economische zone tussen Noord-Cyprus en Turkije

De Energiedriehoek is een plan voor aardgaswinning door een alliantie van Cyprus, Griekenland en Israël. Deze drie landen zijn akkoord gegaan met de exploitatie van het Tamarveld, het Leviathanveld en het Aphroditeveld, die zijn gevonden in respectievelijk 2009, 2010 en 2011. Door de ontdekking van deze aardgasvelden tussen Cyprus en Israël hebben deze landen een gunstige handelspositie in het oostelijke Middellandse Zeegebied verkregen.

## Begripsverklaring
De term Energiedriehoek werd voor het eerst gebruikt door de Cyprus-Israel Business Association in Nicosia in 2010. De oprichting van een gezamenlijke exclusieve economische zone tussen Cyprus en Israël was het begin van een intensievere samenwerking tussen beide landen. Ze stemden in met een gezamenlijke aardgaswinning door het Amerikaanse bedrijf Noble Energy teneinde de winningskosten te verminderen. Griekenland sloot zich aan bij de alliantie vanwege het plan om aardgas te exporteren naar Europa via een lng-fabriek in Limasol.

## Relaties met Turkije
Sinds de Turkse invasie van Cyprus in 1974 bestaat er een geopolitiek conflict tussen Cyprus en Turkije. De onderschepping van het scheepskonvooi voor Gaza in 2010 veroorzaakte bovendien diplomatieke problemen tussen Turkije en Israël. Deze conflicten leidde tot een versterking van de relaties tussen Griekenland, Cyprus en Israël.